# Dezső Orbán
Dezső Orbán, auch Desiderius Orban, OBE (geboren 26. November 1884 in Győr, Österreich-Ungarn; gestorben  8. Oktober 1986 in Sydney) war ein ungarisch-australischer Maler.

## Leben
Dezső Orbán kam aus einer jüdischen Familie, die 1888 nach Budapest umzog. Er erhielt seine erste künstlerische Ausbildung bei János Pentelei Molnár, studierte dann aber zunächst Philosophie, Physik und Mathematik an der Péter-Pázmány-Universität. 1905 leistete er seinen Wehrdienst ab. 1906 ging er nach Paris und besuchte zusammen mit Róbert Berény die Académie Julian bei Jean-Paul Laurens und war dort auch Gast im  Salon von Gertrude Stein. In Paris beeindruckte ihn die Kunst von Paul Cézanne, Henri Matisse und Pablo Picasso.
Orbán nahm 1909 an der zweiten Ausstellung der Ungarischen Gesellschaft der Impressionisten und Naturalisten (MIÉNK) teil.  Von den Fauvisten beeinflusst wurde 1909 in  seinem Budapester Atelier von Róbert Berény, Dezső Czigány, Béla Czóbel, Károly Kernstok, Ödön Márffy, Bertalan Pór und Lajos Tihanyi die Künstlergruppe Nyolcak (Die Acht) gegründet. 1910 war er mit Berény erneut in Paris und präsentierte danach 1911 bei der zweiten Ausstellung der Nyolcak als Ergebnis elf Bilder. Orbán lebte in dieser Zeit mit der Künstlerin und Schriftstellerin Anna Lesznai zusammen, die für ihn Modell stand, sie hatten ein gemeinsames Atelier. 1912 war er wegen des Balkankriegs erneut Soldat und wurde in Dalmatien eingesetzt.
Im Jahr 1914 sollten Bilder der Acht im Wiener Künstlerhaus gezeigt werden, Berénys und Tihanyis radikal neuartige Werke wurden allerdings in Wien abgewiesen, sodass diese und Pór eine Gegenausstellung veranstalteten, während Orbán mit dem konservativeren Teil der Gruppe im Künstlerhaus ausstellte. Orbán wurde während des Ersten Weltkriegs im Range eines Leutnants eingezogen und wirkte als Kriegsmaler.
Orbán unterstützte 1918 die republikanische Asternrevolution und die Ungarische Räterepublik und arbeitete kurzzeitig in der von Márffy geleiteten Künstlerkolonie in Balatonfüred mit, nach der Niederschlagung der Räterepublik verschwand allerdings auch diese neue Einrichtung. Im Unterschied zu den anderen emigrierten Kollegen aus dem Kreis der Acht blieb er in Ungarn. 1929 erhielt er bei der Exposició Internacional de Barcelona eine Goldmedaille. Seit 1931 betrieb er ein an das Konzept des englischen Arts and Crafts Movement angelehntes Atelier in Budapest. Im nationalsozialistischen Deutschland wurde 1937 in Nürnberg sein Bild Kirche in Eger als „Entartete Kunst“ abgehängt, es wurde nach Kriegsende nicht wiedergefunden.
Angesichts der antisemitischen Bedrohung in Ungarn und der Verfolgung im Deutschen Reich floh er 1939 mit seiner Frau, der Ärztin Alice Vajda, und dem Sohn nach London und ging von dort nach Sydney, wo er den Namen Desiderius Orban annahm. Im Jahr 1942 wurde er nochmals einfacher Soldat in der australischen Armee. Es gelang ihm bis Ende der 1940er Jahre, sich in New South Wales als Maler und Lehrer zu etablieren, eröffnete eine Kunstschule, an der auch Judy Cassab studierte, und er war bis in höchste Alter an vielfältigen kulturellen Aktivitäten des australischen Lebens beteiligt, wofür er 1975 als Officer of the Order of the British Empire (OBE) geehrt wurde. Die Art Gallery of New South Wales zeigte 1975 eine Retrospektive.

## Schriften (Auswahl)
- Száz Mestermüve. 1934 (Kopie bei elib PDF).
- A layman’s guide to creative art. Sydney, Edwards & Shaw 1957.
- Understanding art. Sydney, Ure Smith 1968.
- What is art all about? Van Nostrand Reinhold, New York 1978.

## Ausstellungen (Auswahl)
- Desiderius Orban retrospective : works from 1900 to 1975. Trustees, Art Gallery of New South Wales, Sydney 1975.
- Ungarns Highway in die Moderne. vom 12. September bis 2. Dezember 2012 im Bank Austria Kunstforum[7]